# Vittoria Bussi

Entwicklung des Stundenweltrekords

Vittoria Bussi (* 19. März 1987 in Rom) ist eine italienische Radrennfahrerin. Sie ist die erste Frau, die im Stundenweltrekord die 50-Kilometer-Marke übertraf.

## Sportlicher Werdegang
Seit 2014 ist Vittoria Bussi im internationalen Radsport aktiv; 2014 und 2015 hatte sie Teamverträge. 2014 wurde sie Dritte der italienischen Zeitfahrmeisterschaft, 2018, 2019 und 2020 Vize-Meisterin.
Am 13. September 2018 stellte Bussi im mexikanischen Aguascalientes im dritten Versuch einen neuen Stundenweltrekord über 48,007 Kilometer auf und verbesserte den Rekord von Evelyn Stevens aus dem Jahr 2016 um 27 Meter;. Nachdem dieser Rekord zwischenzeitlich überboten worden war, verbesserte Bussi deren Leistung am 13. Oktober 2023 um über einen Kilometer auf 50,267 km, erneut in Aguascalientes.
Im Straßenradsport startete sie 2019 bei den Europameisterschaften und belegte im Zeitfahren Platz elf, bei den UEC-Straßen-Europameisterschaften 2020 wurde sie Fünfte in dieser Disziplin. Zudem errang sie gemeinsam mit der italienischen Nationalmannschaft Bronze in der Mixed-Staffel. 2021 entschied sie eine Etappe der Tour de Feminin – O cenu Českého Švýcarska für sich.  
Im September 2024 beendete Bussi zunächst ihre Karriere. Im Dezember änderte sie jedoch ihre Meinung und äußerte die Absicht, den Weltrekord in der Einzelverfolgung über vier Kilometer anzugehen. Am 10. Mai 2025 verbesserte sie in Aguascalientes zunächst zum dritten Mal den Stundenweltrekord, auf 50,455 Kilometer.

## Berufliches
Vittoria Bussi hat Mathematik studiert und promovierte 2014 in diesem Fach an der University of Oxford zum Thema Derived symplectic structures in generalized Donaldson–Thomas theory and categorification.

## Erfolge

### Bahn
2018
- Stundenweltrekord über 48,007 Kilometer

2023
- Stundenweltrekord über 50,267 Kilometer

### Straße
2020
- Europameisterschaft – Mixed-Staffel

2021
- eine Etappe Tour de Feminin – O cenu Českého Švýcarska